# ستيفاني شميت
ستيفاني شميت هي لاعبة كرلنغ كندية، ولدت في 1 نوفمبر 1989 في ساسكاتون في كندا.